# Curimopsis echinata
Curimopsis echinata är en skalbaggsart som först beskrevs av Leconte 1850.  Curimopsis echinata ingår i släktet Curimopsis och familjen kulbaggar. Inga underarter finns listade i Catalogue of Life.